# 让兰
让兰（法語：Jenlain，法語發音：[ʒɑ̃lɛ̃]）是法国上法兰西大区北部省的一个市镇，属于埃尔普河畔阿韦讷区。

## 地理
让兰（50°18'44"N, 3°37'46"E）面积5.91 平方千米，位于法国上法蘭西大區北部省，该省份为法国最北部的省份及最长的省份，西北濒北海，西接加来海峡省，南至埃纳省和索姆省，东与比利时接壤。
与让兰接壤的市镇（或旧市镇、城区）包括：瑟堡、维莱波勒、大瓦尔尼、小瓦尔尼、屈尔日、弗拉努瓦。

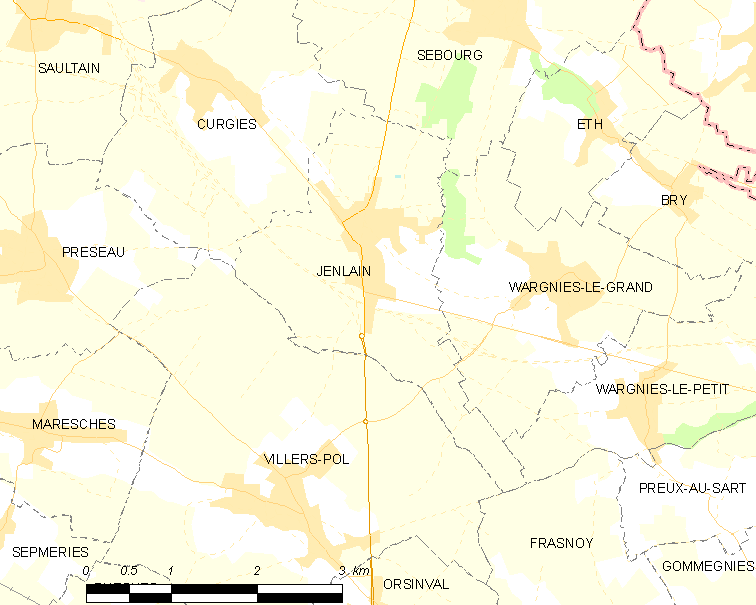
让兰的OSM定位图

让兰的时区为UTC+01:00、UTC+02:00（夏令时）。

## 行政
让兰的邮政编码为59144，INSEE市镇编码为59323。

## 政治
让兰所属的省级选区为欧努瓦-艾姆里县。

## 人口

1962-2008年间让兰人口变化图示

让兰于2022年1月1日时的人口数量为1137人。